# 銚子縮
銚子縮（ちょうしちぢみ）は、千葉県銚子市で織られている綿織物。日本遺産北総四都市江戸紀行を構成する千葉県指定無形文化財。

## 特徴
銚子縮の製造工程は、糸を染めたのちに強く撚って糊付けするという撚糸加工から始まり、右撚りの糸と左撚りの糸を交互に緯糸にして織り込んでいく。織り上がった生地を湯で揉んで糊が落とされると緯糸が縮まり、生地の表面に細かな凹凸（シボ）が生まれる。強く撚られた強靭な糸から織られることで堅牢に仕上がり、また、表面のシボによって肌触りも良く、主に白地や藍染めで浴衣地として使われる。
夏向きの生地として江戸時代から各地で愛用され、講談「幡随院長兵衛」にも銚子縮の着流し姿の男が登場する。

## 歴史
銚子地域の綿織物の歴史は九十九里浜での漁業との関連が深く、イワシ漁に必要な漁網用の木綿糸が紡がれたのが始まりであるとされており、やがて漁網用の強靭な糸を用いた織物へと発展していく。銚子縮の直接的な起源は、天明年間に波崎の漁婦が川越縞（川越で織られていた縞模様の綿織物）を参考に改良した織物であり、これを銚子の織物商が利根川の水運を利用して各地に流通していく中で銚子縮といわれるようになった。以降、利根川を挟んだ波崎・銚子の漁婦の副業として銚子縮の製造が盛んになるが、江戸時代末期には衰退が始まり、明治後期には波崎での製造は途絶え、銚子側でわずかに残る程度となった。
第二次世界大戦の終戦後、千葉県が地域の繊維産業の振興策を講じ、銚子市でも銚子縮織物工業協同組合が結成され、市内で製綿業を営なんでいた常世田真次郎が銚子縮の製造経験がある古老のもとに通って技法を習得する。その後も1952年（昭和27年）に銚子縮用の撚糸機械を導入するなど改良を進め、1954年（昭和29年）に銚子縮が千葉県無形文化財に指定されると同時に常世田真次郎も技法保持者として認定される。
江戸時代から明治にかけての銚子縮は、手撚り糸だったため仕上がりにムラがあったが、常世田真次郎が導入した撚糸機械によって品質が向上、堅牢さと優雅さを両立させるようになった。銚子縮は銚子市の名産品として再興を果たし、1983年（昭和58年）に房総の魅力500選に選定され、1984年（昭和59年）には千葉県指定の伝統的工芸品にもなった。
2020年代に入っても銚子市で製造が続いており、市内の銚子ちぢみ伝統工芸館などで展示販売が行われている。